# Võõpsu (Räpina)
Võõpsu (Duits: Wöbs) is een plaats in de Estlandse gemeente Räpina, provincie Põlvamaa. De plaats heeft de status van groter dorp of vlek (Estisch: alevik).

## Bevolking
De ontwikkeling van het aantal inwoners blijkt uit het volgende staatje:
| Jaar            | 2011 | 2017 | 2018 | 2019 | 2020 | 2021 |
| --------------- | ---- | ---- | ---- | ---- | ---- | ---- |
| Aantal inwoners | 195  | 185  | 180  | 165  | 170  | 163  |

## Ligging
Võõpsu ligt aan de rivier Võhandu, nabij de monding in het Lämmimeer, de schakel tussen het Peipusmeer en het Meer van Pskov. De rivier is vanaf hier bevaarbaar. Võõpsu bestaat uit twee gedeelten: een vlek in de landgemeente Räpina op de linkeroever en een ouder dorp in de landgemeente Setomaa op de rechteroever. Sinds 1946 verbindt een brug de beide Võõpsu's.
De Tugimaantee 45, de secundaire weg van Tartu via Räpina naar Värska, komt door beide Võõpsu's.

## Geschiedenis
De plaats werd voor het eerst genoemd in 1428 onder de Russische naam Выбовске (‘Vybovske’). Twee eeuwen later, in 1638, zette het landgoed van Räpina bij Võõpsu een veehouderij op. Van deze boerderij zijn geen gebouwen bewaard gebleven.
In 1857 wordt het dorp Võõpsu gesticht. Võõpsu beleefde zijn bloeitijd als handelsplaats in de jaren 1920-1938, toen het de status van alev (grote vlek) had, een status die Räpina en ook Põlva destijds niet hadden. In 1938 promoveerde Võõpsu als enige grote vlek niet tot stad. De plaats werd zelfs ‘gedegradeerd’ tot vlek, alevik. Een brand legde in 1939 een groot deel van Võõpsu in de as.
De orthodoxe kerk van Võõpsu (Võõpsu Püha Nikolai kirik), is vernoemd naar Nicolaas van Myra en dateert uit 1865. Het gebouw is een monument. De parochie behoort tot de Estische Apostolisch-Orthodoxe Kerk.

## Foto's

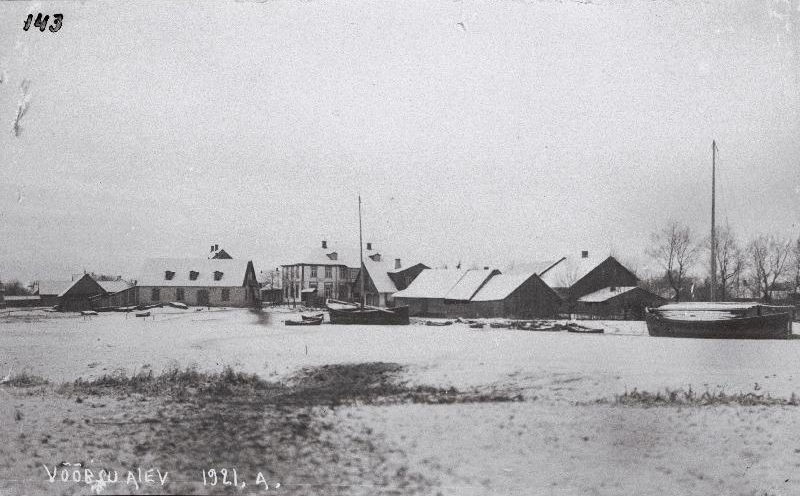
Võõpsu in 1921
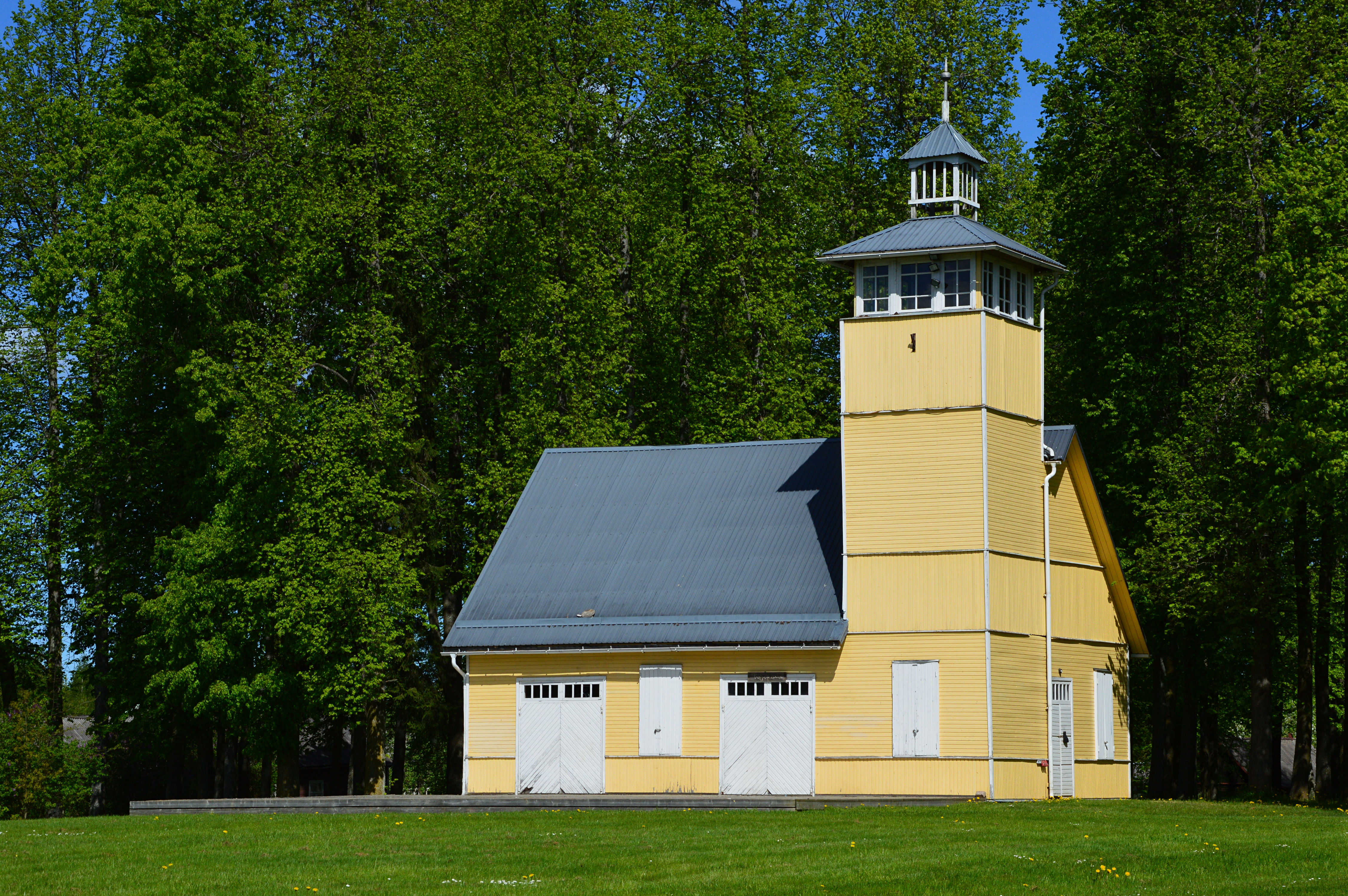
Brandweerhuisje